# Hyundai Custo
Hyundai Custo – samochód osobowy typu minivan klasy średniej produkowany pod południowokoreańską marką Hyundai od 2021 roku.

## Historia i opis modelu

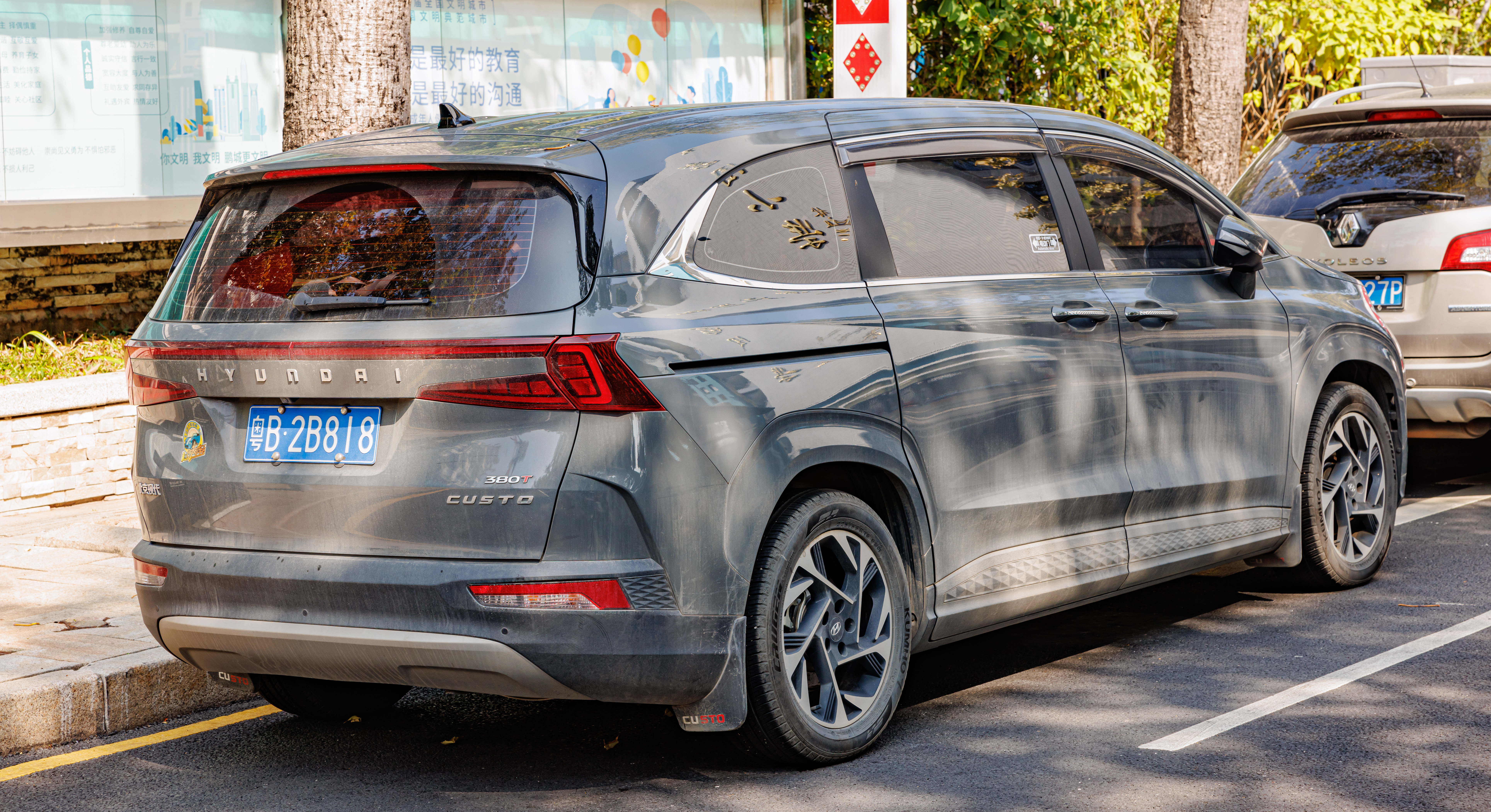
Hyundai Custo - tył

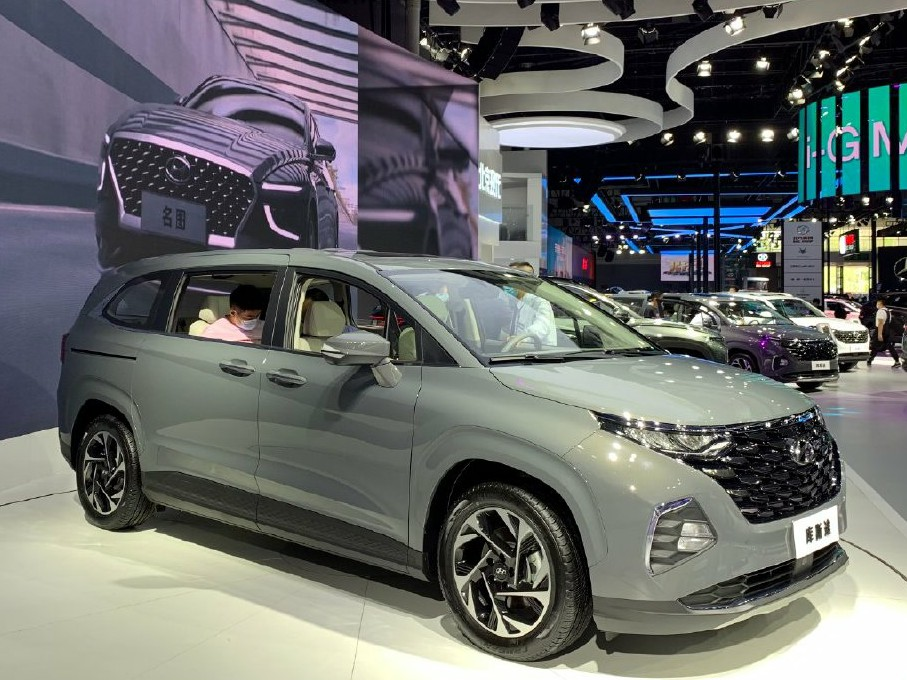
Hyundai Custo podczas premiery

W sierpniu 2020 roku w internecie pojawiły się nieoficjalne fotografie dokumentujące obszernie wygląd nowego modelu Custo zbudowanego przez chińsko-południowokoreańskie joint-venture Beijing Hyundai. Oficjalna premiera pojazdu odbyła się dokładnie rok później, na początku sierpnia 2021 roku po tygodniowej kampanii zapowiedzi w formie zdjęć detali pojazdu publikowanych w internecie.
Duży minivan został zbudowany jako odpowiedź na podobnej wielkości modele popularne na rynku chińskim produkcji m.in. Buicka, Roewe czy Volkswagena, wyróżniając się odsuwanymi bocznymi drzwiami tylnego rzędu siedzeń, oferując możliwość przetransportowania do 7 pasażerów w układzie 2+2+3.
Pod kątem stylizacji, Hyundai Custo został utrzymany w nowej estetyce producenta Sensual Sportiness. Wzorem m.in. modelu Tucson L, pas przedni zdominowała duża sześciokątna atrapa chłodnicy z motywem diod LED w kształcie diamentów ułożonych w kształcie skrzydeł, a także wąskimi, wysoko osadzonymi reflekorami. Nadwozie zyskało ostro zarysowane przetłoczenia biegnące przez boczne panele, z kolei tylną część nadwozia zdominował świetlny pas z szeroko rozstawionym napisem z nazwą producenta ponad nim.
Kabina pasażerska zaadaptowała kolejne rozwiązania stylistyczne stosowane w innych, debiutujących w międzyczasie nowych konstrukcji Hyundaia, na czele z kołem kierownicy i przełącznikami trybów jazdy automatycznej przekładni biegów. Konsolę centralną płynnie połączył z wysoko osadzonym tunelem duży, pionowy ekran dotykowy o przekątnej 10,4-cala.

### Sprzedaż
W momencie pojawienia się pierwszych informacji na temat Hyundaia Custo, debiut samochodu miał odbyć się w październiku 2020, jednak nie doszedł on ostatecznie do skutku i finalnie miał miejsce podczas wystawy samochodowej Chengdu Auto Show w Chinach. Duży minivan zbudowano pierwotnie wyłącznie z myślą o rynku chińskim w ramach joint-venture Beijing Hyundai, ze spredażą, która rozpoczęła się jesienią 2021 roku, bez dotychczasowego wskazania dodatkowych rynków zbytu. Zmieniło się to we wrześniu 2022, gdy pod nazwą Hyundai Custin zadebiutowała eksportowa odmiana przeznaczona do sprzedaży w Tajwanie, Tajlandii i Wietnamie.

### Silnik
- R4 1.5l Turbo
- R4 2.0l Turbo